# Otiorhynchus unctuosus
Otiorhynchus unctuosus — вид долгоносиков-скосарей из подсемейства Entiminae.

## Описание
Жук длиной 4—5 мм. Имеет красно-бурую окраску и сильный блеск. Точечные бороздки на надкрыльях тонкие, промежутки между ними в тонких однорядных точках, волоски очень мелкие и плохо заметные. Спинка головотрудки почти параллельносторонняя. Глаза большие, совсем плоские. Переднеспинка сильно вздутая в боках, поперечная.

## Экология
Населяет степи южной части Заволжья.